# Bakhytzhan Toregozhina
Bakhytzhan Toregozhina, née le 23 mars 1962, est une militante kazakhe des droits de l'homme qui a fait campagne contre les violations des droits fondamentaux dans son pays pendant plus de deux décennies. Elle a été à la tête d'une coalition de sociétés civiles, Qantar 2022, et présidente d'une autre fondation publique, Ar.Rukh.Khak, qui représente la dignité, l'esprit et la vérité. Elle a également organisé divers mouvements de jeunesse. 
Le 8 mars 2023 elle se voit décerner le prix international de la femme de courage.